# ŠK Malacky FO
ŠK Malacky FO (celým názvem: Športový klub Malacky, Futbalový oddiel) byl slovenský fotbalový klub, který sídlil v okresním městě Malacky v Bratislavském kraji.
Založen byl v roce 1913 pod názvem Malackai Sport Club. V průběhu sezóny 2013/14 bylo mužské družstvo odhlášeno ze 4. ligy, jeho dosavadní výsledky byly následně anulovány. Do následující sezóny 2014/15 pak Malacky do svazových soutěží nepřihlásily ani zbylá mládežnická družstva. Pokračovatelem fotbalu ve městě se stal klub FC Malacky.
Své domácí zápasy odehrával klub na stadionu v Zámockom parku s kapacitou 1800 diváků.

## Historické názvy
Zdroj: 
- 1913 – Malackai SC (Malackai Sport Club)
- TJ Lokomotíva Malacky (Telovýchovná jednota Lokomotíva Malacky)
- 1971 – TJ Strojár Malacky (Telovýchovná jednota Strojár Malacky)
- 198? – TJ ZŤS Malacky (Telovýchovná jednota Závody ťažkého strojárstva Malacky)
- 1993 – ŠK Malacky (Športový klub Malacky)
- 1997 – ŠK Rema Malacky (Športový klub Rema Malacky)
- 2000 – ŠK Malacky FO (Športový klub Malacky, Futbalový oddiel)
- 2014 – zánik

## Umístění v jednotlivých sezonách
Stručný přehled
Zdroj: 
- 1962–1963: Krajský přebor – sk. Západ
- 1963–1969: I. A trieda ZsFZ – sk. Jih
- 1969–1981: Krajský přebor – sk. Bratislava
- 1981–1982: I. trieda BFZ
- 1982–1989: 2. SNFL – sk. Západ
- 1989–1993: Divize – sk. Západ
- 1993–1994: 5. liga OFZ B-V
- 1994–1996: 4. liga BFZ – sk. A
- 1996–1999: 3. liga – sk. Bratislava
- 1999–2000: 6. liga OFZ B-V
- 2000–2004: 5. liga OFZ B-V
- 2004–2005: 4. liga BFZ – sk. A
- 2012–2014: 4. liga BFZ – sk. B

Jednotlivé ročníky
Zdroj: 
Legenda: Z - zápasy, V - výhry, R - remízy, P - porážky, VG - vstřelené góly, OG - obdržené góly, +/- - rozdíl skóre, B - body, červené podbarvení - sestup, zelené podbarvení - postup, fialové podbarvení - reorganizace, změna skupiny či soutěže
| Československo (1962 – 1993) |                                 |        |                                                             |                                                             |                                                             |                                                             |                                                             |                                                             |                                                             |                                                             |        |
| Sezóny                       | Liga                            | Úroveň | Z                                                           | V                                                           | R                                                           | P                                                           | VG                                                          | OG                                                          | +/-                                                         | B                                                           | Pozice |
| 1962/63                      | Krajský přebor – sk. Západ      | 3      | 24                                                          | 8                                                           | 4                                                           | 14                                                          | 37                                                          | 51                                                          | -14                                                         | 16                                                          | 14.    |
| 1963/64                      | I. A trieda ZsFZ – sk. Jih      | 4      | ...                                                         | ...                                                         | ...                                                         | ...                                                         | ...                                                         | ...                                                         | ...                                                         | ...                                                         |        |
| 1964/65                      | I. A trieda ZsFZ – sk. Jih      | 4      | 25                                                          | 9                                                           | 3                                                           | 13                                                          | 34                                                          | 51                                                          | -17                                                         | 21                                                          | 9.     |
| 1965/66                      | I. A trieda ZsFZ – sk. Jih      | 5      | ...                                                         | ...                                                         | ...                                                         | ...                                                         | ...                                                         | ...                                                         | ...                                                         | ...                                                         |        |
| 1966/67                      | I. A trieda ZsFZ – sk. Jih      | 5      | 28                                                          | 14                                                          | 4                                                           | 8                                                           | 64                                                          | 45                                                          | +19                                                         | 32                                                          | 4.     |
| 1967/68                      | I. A trieda ZsFZ – sk. Jih      | 5      | 26                                                          | 15                                                          | 2                                                           | 9                                                           | 60                                                          | 43                                                          | +17                                                         | 32                                                          | 2.     |
| 1968/69                      | I. A trieda ZsFZ – sk. Jih      | 5      | 26                                                          | 12                                                          | 4                                                           | 10                                                          | 54                                                          | 50                                                          | +4                                                          | 28                                                          | 5.     |
| 1969/70                      | Krajský přebor – sk. Bratislava | 5      | 24                                                          | 4                                                           | 5                                                           | 15                                                          | 25                                                          | 47                                                          | -22                                                         | 13                                                          | 13.    |
| 1970/71                      | Krajský přebor – sk. Bratislava | 5      | 25                                                          | 7                                                           | 7                                                           | 11                                                          | 32                                                          | 37                                                          | -5                                                          | 21                                                          | 7.     |
| 1971/72                      | Krajský přebor – sk. Bratislava | 5      | 25                                                          | 5                                                           | 8                                                           | 12                                                          | 19                                                          | 39                                                          | -20                                                         | 18                                                          | 12.    |
| 1972/73                      | Krajský přebor – sk. Bratislava | 5      | 21                                                          | 5                                                           | 6                                                           | 10                                                          | 22                                                          | 29                                                          | -7                                                          | 16                                                          | 12.    |
| 1973/74                      | Krajský přebor – sk. Bratislava | 5      | 23                                                          | 7                                                           | 6                                                           | 10                                                          | 25                                                          | 29                                                          | -4                                                          | 20                                                          | 10.    |
| 1974/75                      | Krajský přebor – sk. Bratislava | 5      | 25                                                          | 9                                                           | 8                                                           | 8                                                           | 36                                                          | 36                                                          | 0                                                           | 26                                                          | 8.     |
| 1975/76                      | Krajský přebor – sk. Bratislava | 5      | 26                                                          | 7                                                           | 9                                                           | 10                                                          | 27                                                          | 34                                                          | -7                                                          | 23                                                          | 11.    |
| 1976/77                      | Krajský přebor – sk. Bratislava | 5      | 24                                                          | 12                                                          | 5                                                           | 7                                                           | 36                                                          | 38                                                          | -2                                                          | 29                                                          | 5.     |
| 1977/78                      | Krajský přebor – sk. Bratislava | 4      | 26                                                          | 11                                                          | 6                                                           | 9                                                           | 43                                                          | 32                                                          | +11                                                         | 28                                                          | 4.     |
| 1978/79                      | Krajský přebor – sk. Bratislava | 4      | 26                                                          | 9                                                           | 9                                                           | 8                                                           | 40                                                          | 29                                                          | +11                                                         | 27                                                          | 6.     |
| 1979/80                      | Krajský přebor – sk. Bratislava | 4      | 26                                                          | 17                                                          | 5                                                           | 4                                                           | 43                                                          | 18                                                          | +25                                                         | 39                                                          | 2.     |
| 1980/81                      | Krajský přebor – sk. Bratislava | 4      | 26                                                          | 12                                                          | 11                                                          | 3                                                           | 41                                                          | 25                                                          | +16                                                         | 35                                                          | 3.     |
| 1981/82                      | I. trieda BFZ                   | 5      | 25                                                          | 19                                                          | 6                                                           | 0                                                           | 58                                                          | 16                                                          | +42                                                         | 44                                                          | 1.     |
| 1982/83                      | 2. SNFL – sk. Západ             | 3      | 30                                                          | 11                                                          | 5                                                           | 14                                                          | 29                                                          | 40                                                          | -11                                                         | 27                                                          | 13.    |
| 1983/84                      | 2. SNFL – sk. Západ             | 3      | 30                                                          | 11                                                          | 8                                                           | 11                                                          | 43                                                          | 37                                                          | +6                                                          | 30                                                          | 9.     |
| 1984/85                      | 2. SNFL – sk. Západ             | 3      | 30                                                          | 12                                                          | 6                                                           | 12                                                          | 63                                                          | 45                                                          | +18                                                         | 30                                                          | 9.     |
| 1985/86                      | 2. SNFL – sk. Západ             | 3      | 30                                                          | 12                                                          | 9                                                           | 9                                                           | 49                                                          | 35                                                          | +14                                                         | 33                                                          | 5.     |
| 1986/87                      | 2. SNFL – sk. Západ             | 3      | 30                                                          | 12                                                          | 5                                                           | 13                                                          | 37                                                          | 36                                                          | +1                                                          | 29                                                          | 8.     |
| 1987/88                      | 2. SNFL – sk. Západ             | 3      | 30                                                          | 12                                                          | 7                                                           | 11                                                          | 40                                                          | 37                                                          | +3                                                          | 31                                                          | 7.     |
| 1988/89                      | 2. SNFL – sk. Západ             | 3      | 30                                                          | 6                                                           | 5                                                           | 19                                                          | 38                                                          | 56                                                          | -18                                                         | 17                                                          | 16.    |
| 1989/90                      | Divize – sk. Západ              | 4      | 30                                                          | 10                                                          | 7                                                           | 13                                                          | 40                                                          | 48                                                          | -8                                                          | 27                                                          | 13.    |
| 1990/91                      | Divize – sk. Západ              | 4      | 30                                                          | 14                                                          | 5                                                           | 11                                                          | 46                                                          | 35                                                          | +11                                                         | 33                                                          | 4.     |
| 1991/92                      | Divize – sk. Západ              | 4      | 30                                                          | 10                                                          | 7                                                           | 13                                                          | 36                                                          | 37                                                          | -1                                                          | 25                                                          | 14.    |
| 1992/93                      | Divize – sk. Západ              | 4      | 30                                                          | 11                                                          | 2                                                           | 17                                                          | 40                                                          | 40                                                          | 0                                                           | 24                                                          | 11.    |
| Slovensko (1993 – 2014)      |                                 |        |                                                             |                                                             |                                                             |                                                             |                                                             |                                                             |                                                             |                                                             |        |
| Sezóny                       | Liga                            | Úroveň | Z                                                           | V                                                           | R                                                           | P                                                           | VG                                                          | OG                                                          | +/-                                                         | B                                                           | Pozice |
| 1993/94                      | 5. liga OFZ B-V                 | 5      | ...                                                         | ...                                                         | ...                                                         | ...                                                         | ...                                                         | ...                                                         | ...                                                         | ...                                                         |        |
| 1994/95                      | 4. liga BFZ – sk. A             | 4      | 24                                                          | 17                                                          | 3                                                           | 4                                                           | 77                                                          | 21                                                          | +56                                                         | 54                                                          | 3.     |
| 1995/96                      | 4. liga BFZ – sk. A             | 4      | 26                                                          | 18                                                          | 4                                                           | 4                                                           | 73                                                          | 25                                                          | +48                                                         | 58                                                          | 3.     |
| 1996/97                      | 3. liga – sk. Bratislava        | 3      | 30                                                          | 18                                                          | 4                                                           | 8                                                           | 50                                                          | 21                                                          | +29                                                         | 58                                                          | 4.     |
| 1997/98                      | 3. liga – sk. Bratislava        | 3      | 34                                                          | 12                                                          | 9                                                           | 13                                                          | 55                                                          | 51                                                          | +4                                                          | 45                                                          | 13.    |
| 1998/99                      | 3. liga – sk. Bratislava        | 3      | Klub se odhlásil v průběhu sezóny, výsledky byly anulovány. | Klub se odhlásil v průběhu sezóny, výsledky byly anulovány. | Klub se odhlásil v průběhu sezóny, výsledky byly anulovány. | Klub se odhlásil v průběhu sezóny, výsledky byly anulovány. | Klub se odhlásil v průběhu sezóny, výsledky byly anulovány. | Klub se odhlásil v průběhu sezóny, výsledky byly anulovány. | Klub se odhlásil v průběhu sezóny, výsledky byly anulovány. | Klub se odhlásil v průběhu sezóny, výsledky byly anulovány. | 18.    |
| 1999/00                      | 6. liga OFZ B-V                 | 6      | ...                                                         | ...                                                         | ...                                                         | ...                                                         | ...                                                         | ...                                                         | ...                                                         | ...                                                         | 1.     |
| 2000/01                      | 5. liga OFZ B-V                 | 5      | ...                                                         | ...                                                         | ...                                                         | ...                                                         | ...                                                         | ...                                                         | ...                                                         | ...                                                         |        |
| 2001/02                      | 5. liga OFZ B-V                 | 5      | ...                                                         | ...                                                         | ...                                                         | ...                                                         | ...                                                         | ...                                                         | ...                                                         | ...                                                         |        |
| 2002/03                      | 5. liga OFZ B-V                 | 5      | ...                                                         | ...                                                         | ...                                                         | ...                                                         | ...                                                         | ...                                                         | ...                                                         | ...                                                         |        |
| 2003/04                      | 5. liga OFZ B-V                 | 5      | ...                                                         | ...                                                         | ...                                                         | ...                                                         | ...                                                         | ...                                                         | ...                                                         | ...                                                         | 1.     |
| 2004/05                      | 4. liga BFZ – sk. A             | 4      | ...                                                         | ...                                                         | ...                                                         | ...                                                         | ...                                                         | ...                                                         | ...                                                         | ...                                                         |        |
| ...                          |                                 |        |                                                             |                                                             |                                                             |                                                             |                                                             |                                                             |                                                             |                                                             |        |
| 2012/13                      | 4. liga BFZ – sk. B             | 5      | 24                                                          | 3                                                           | 1                                                           | 20                                                          | 24                                                          | 94                                                          | -70                                                         | 10                                                          | 13.    |
| 2013/14                      | 4. liga BFZ – sk. B             | 5      | Klub se odhlásil v průběhu sezóny, výsledky byly anulovány. | Klub se odhlásil v průběhu sezóny, výsledky byly anulovány. | Klub se odhlásil v průběhu sezóny, výsledky byly anulovány. | Klub se odhlásil v průběhu sezóny, výsledky byly anulovány. | Klub se odhlásil v průběhu sezóny, výsledky byly anulovány. | Klub se odhlásil v průběhu sezóny, výsledky byly anulovány. | Klub se odhlásil v průběhu sezóny, výsledky byly anulovány. | Klub se odhlásil v průběhu sezóny, výsledky byly anulovány. | 14.    |